# Justo Gallego Martínez
40° 23′ 39″ N, 3° 29′ 18″ O

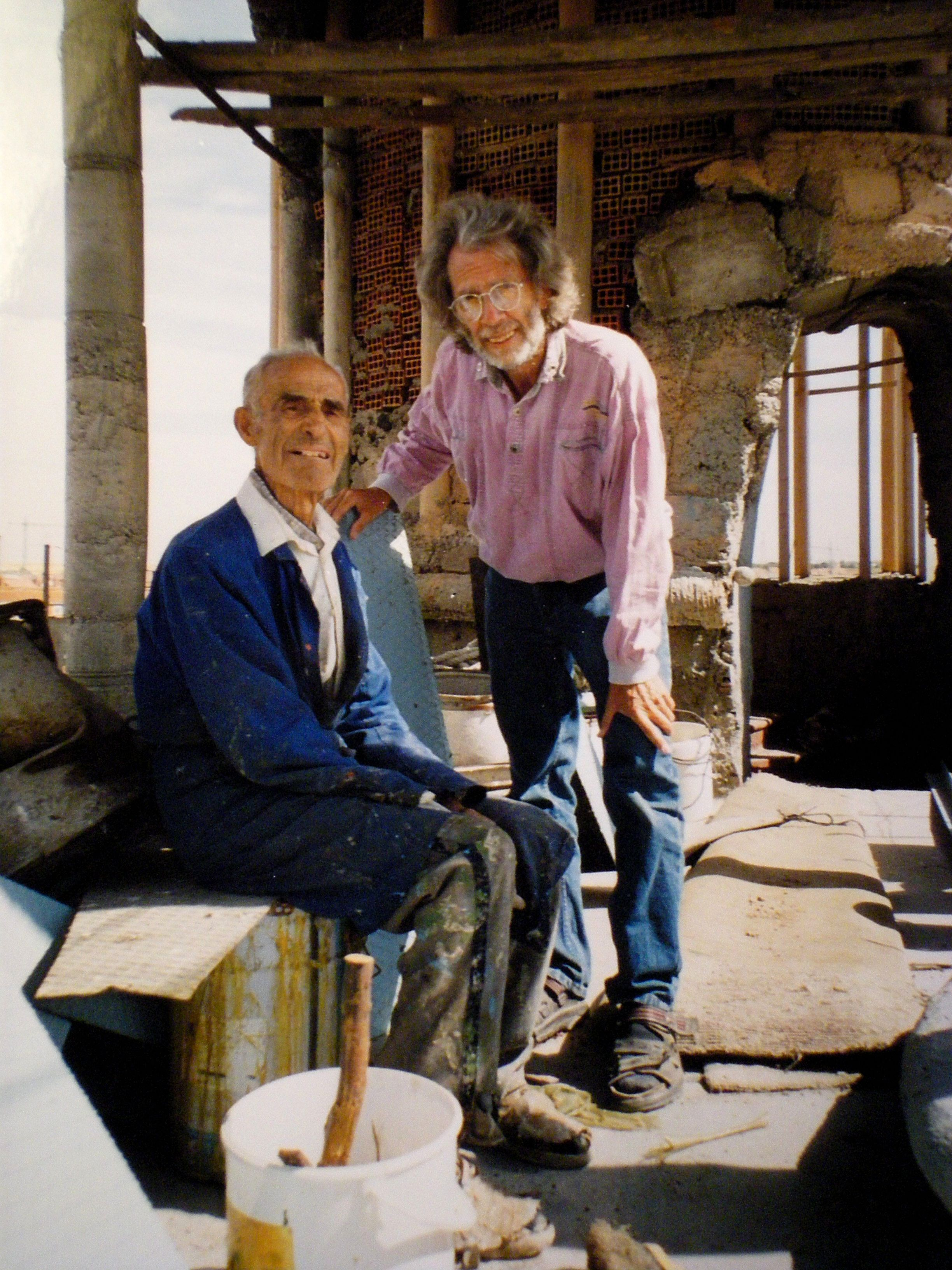
Don Justo com o artista alemão Ulrich Brinkhoff sobre a telhal da catedral

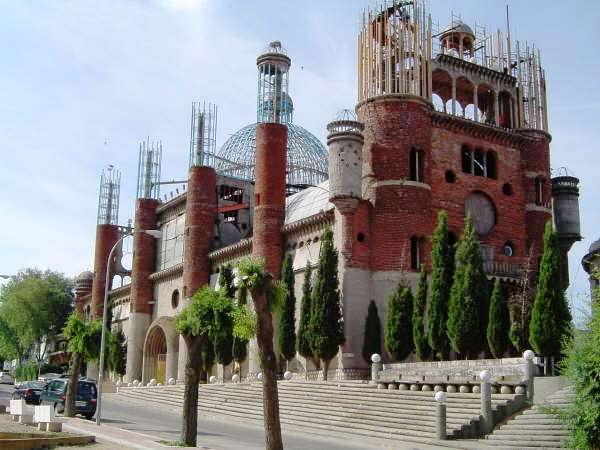
Catedral de Justo Gallego Martínez. Mejorada del Campo (Madrid, Espanha), 2005

Justo Gallego Martínez (20 de setembro de 1925 - 28 de novembro de 2021) foi um ex-monge espanhol que construiu a sua própria catedral na localidade espanhola de Mejorada del Campo, perto de Madrid.

## Vida
Enquanto jovem, Gallego Martínez entrou para  Mosteiro de Santa Maria de Huerta em Soria, mas deixou-o em 1961, após oito anos, pois contraiu tuberculose e a sua saúde deteriorava-se se seguisse o regime monástico. Começou a construir a sua catedral em 1961 num lote de terreno que herdou dos seus pais.
Martínez é um agricultor. "Os planos só existiram na minha cabeça" - disse - e foram evoluindo de acordo com a oportunidade e a inspiração. Não dispunha de autorização de construção das autoridades locais de Mejorada del Campo. Também não contou com o beneplácito ou autorização da Igreja Católica. Explica apenas que é um acto de fé.
Diz que o edifício é dedicado a Nossa Senhora do Pilar, especialmente venerada na cidade de Saragoça. O zimbório tem 40 metros de altura. Martínez trabalhava sozinho a maior parte do tempo, com ajuda ocasional de seis sobrinhos e alguns voluntários. Por vezes consultava peritos, pagando-lhes às suas custas. Financiou a construção ao alugar ou vender terrenos que herdou, ou por donativos privados.
Em 2005, um anúncio publicitário à bebida Aquarius deu-lhe vasta exposição mediática.
Em maio de 2021, doou a Catedral a uma organização católica "Mensageiros da Paz".
Gallego Martínez morreu em Madrid em 28 de novembro de 2021, aos 96 anos de idade.